# Tisha Campbell-Martin
Tisha Campbell-Martin (ur. 13 października 1968 w Oklahoma City) – amerykańska piosenkarka i aktorka telewizyjna i filmowa.
W Polsce znana przede wszystkim z roli Janet „Jay” Kyle w sitcomie On, ona i dzieciaki emitowanym na antenie Comedy Central.

## Życiorys
Urodziła się w rodzinie kochającej muzykę. Jej matka Mona była pielęgniarką, menadżerem talentów, trenerem wokalnym i piosenkarką gospel. Ojciec Clifton pracował w fabryce oraz śpiewał.
17 sierpnia 1996 roku poślubiła aktora Duane’a Martina. Razem mają dwóch synów: Xen Martin (ur. 8 sierpnia 2001) i Ezekiel Chan (ur. 8 września 2009).

## Dyskografia
- 1993 Tisha
- 1997 Sprung: Music From And Inspired By The Motion Picture

## Filmografia
- 2011: Lemonade Mouth jako Miss Reznick
- 2009: Pastor Brown jako Amanda Carlton
- 2008: Rita Rocks jako Patty
- 2002: Last Place On Earth, The jako Ann Field
- 2001-2005: On, ona i dzieciaki (My Wife and Kids) jako Janet „Jay” Kyle
- 1999: Intymny portret: Pam Grier (Intimate Portrait: Pam Grier) jako ona sama
- 1998: Gorzka czekolada (Sweetest Gift, The) jako Ruby Wilson
- 1998: Linc’s jako Rosalee Lincoln
- 1997: Zabujani (Sprung) jako Brandy
- 1996: Snitch jako Steimer
- 1996: Daleko od domu 2: Zagubieni w San Francisco (Homeward Bound II: Lost in San Francisco) jako Sledge (głos)
- 1994: Impreza 3 (House Party 3) jako Sydney
- 1993: Intimate Portrait (ona sama)
- 1992-1997: Martin jako Gina Waters
- 1992: Bumerang (Boomerang) jako Yvonne
- 1991: Prywatka 2 (House Party 2) jako Sidney
- 1990: Następne 48 godzin (Another 48 Hrs.) jako Amy Kirkland
- 1990: Moe’s World jako Jiwanda
- 1990: Prywatka (House Party) jako Sidney
- 1989: Rooftops jako Amber
- 1988: Szkolne oszołomienie (School Daze) jako Jane Toussaint
- 1986: Krwiożercza roślina (Little Shop of Horrors) jako Chiffon
- 1977: Magnificent Major, The jako Daisy Bunsen